# Giuseppe Murnigotti
Giuseppe Murnigotti (né en 1834 à Martinengo et mort le 22 juillet 1903 à Saint-Laurent-du-Var) est un inventeur italien pionnier de la motocyclette.